# Чакато
Чакато (на английски: Chacato), по-известни като чатот, е малко северноамериканско индианско племе, което в миналото живее в басейна на река Чипола в западна Флорида, САЩ. Не е известно какъв е езика им, но се предполага, че е мускогски, близък с езика чокто.
За първи път племето се споменава в един испански документ от 1639 г. под името „чакатос“. През 1674 година испански мисионери основават две мисии при тях, но след година чакато се разбунтуват. Испанците бързо овладяват бунта и за наказание племето е преместено в Мисията Сан Луис де Апалачи. През същата 1695 г., въоръжени индиански отряди от север нападат и опожаряват Мисията, като отвеждат със себе си 42 пленници. От 1706 или 1707 г. набезите от север стават толкова чести, че чакато и някои други малки групи бягат в Мобил при французите. През 1711 г. им е дадена земя от френските власти на Дог Ривър, Алабама. След 1763 г., заедно с французите чакато се местят в Луизиана, първо се заселват на Байо Бюф, а по-късно на река Сабин. Тук след 1817 г. оцелелите около 240 чакато постепенно са асимилирани от чокто.